# Real Mocidade Santista
A Associação Recreativa e Cultural Escola de Samba Real Mocidade Santista é uma escola de samba de Santos. Chamada de " Realeza do Samba".

## História
A Real Mocidade Santista foi fundada em 26 de Janeiro de 1985, por um grupo de jovens, cujo objetivo não era só fundar uma escola de Samba e sim, também promover atividades culturais, sociais e esportivas, com cunho filantrópico; daí surgiu o nome: Sociedade Recreativa e Cultural Real Mocidade Santista, que carrega em seu pavilhão as cores verde, azul e branco. Seu símbolo é um Leão Coroado.
Alusivo:"Não posso mais esconder a verdade, porque na realidade sou da REAL MOCIDADE"

## Segmentos

### Presidentes
| Nome                             | Mandato         | Ref.  |
| -------------------------------- | --------------- | ----- |
| José A. Paiva                    | 1985 - 1986     | [ 3 ] |
| Ronaldo dos Santos Reis          | 1987-1988       | [ 3 ] |
| Manoel Aparecido Ferreira "Cido" | 1989-2011       | [ 3 ] |
| Edson Ferreira "Edinho da Real"  | 2011-atualidade | [ 3 ] |
|                                  |                 |       |

### Corte de bateria
| Período | Rainha de bateria | Princesa         | Rainha da escola        | Ref.        |
| ------- | ----------------- | ---------------- | ----------------------- | ----------- |
| 2015    | Neia Ribeiro      | Fabiana di Lucca | Juliana Batista da Real | [ 1 ] [ 4 ] |
| 2016    | Neia Ribeiro      | Fabiana di Lucca |                         |             |
| 2017    | Neia Ribeiro      | Rosany Oliveira  |                         |             |
| 2018    | Neia Ribeiro      | Rosany Oliveira  |                         |             |
| 2019    | Neia Ribeiro      | Rosany Oliveira  | Rosany Oliveira         |             |
| 2020    | Néia Ribeiro      | *********        |                         |             |
| 2022    | Marisa Santos     | Gabi Gomes       |                         |             |
| 2023    | Marisa Santos     | Gabi Gomes       | Camila Prins            |             |
| 2024    | Gabi Gomes        | Ataner Ribas     | Camila Prins            |             |
| 2025    | Michelle Dias     | Bruna Braz       | Camila Prins            |             |

### Diretores
| Ano  | Diretor de Carnaval  | Diretor geral de harmonia | Mestre de bateria | Ref.  |
| ---- | -------------------- | ------------------------- | ----------------- | ----- |
| 2015 | Raimundo             | Fernando Urso             | Mestre Gordo      | [ 1 ] |
| 2016 | Raimundo             | Fernando Urso             | Mestre Gordo      |       |
| 2017 | Fernando Urso        | Comissão                  | Mestre Gordo      |       |
| 2018 | Fernando Urso        | Dráuzio da Cruz           | Mestre Gordo      |       |
| 2019 | Fernando Urso        | Dráuzio da Cruz           | Mestre Gordo      |       |
| 2020 | Fernando Urso        | Silas de Oliveira         | Mestre Gordo      |       |
| 2021 | Fernando Urso        | Silas de Oliveira         | Mestre Gordo      |       |
| 2022 | Fernando Urso        | Drauzio da Cruz           |                   |       |
| 2023 | Fernando Urso        | Drauzio da Cruz           |                   |       |
| 2024 | Fernando Urso e Anne | Drauzio da Cruz e Thais   | Klayton Ferro     |       |
| 2025 | Fernando Urso e Anne | Drauzio da Cruz e Thais   | Klayton Ferro     |       |
| 2026 | Fernando Urso e Anne | Drauzio e Thais           | Mimiu             |       |

### Coreógrafo
| Ano  | Nome               | Ref.                |
| ---- | ------------------ | ------------------- |
| 2014 | Jocelino Paiva     | [ 5 ]               |
| 2015 | Andy Lins          | [carece de fontes?] |
| 2016 | Jocelino Phaiva    |                     |
| 2017 | Jocelino Phaiva    |                     |
| 2018 | Jocelino Phaiva    |                     |
| 2019 | Jocelino Phaiva    |                     |
| 2020 | Lorraine Macedonio |                     |
| 2021 | Lorraine Macedonio |                     |
| 2022 | Lorraine Macedonio |                     |
| 2023 | Lorraine Macedonio |                     |
| 2024 | Matheus Andrade    |                     |
| 2025 | Matheus Andrade    |                     |

### Casal de Mestre-sala e Porta-bandeira
| Ano  | Nome | Ref.  |
| ---- | --- | ----- |
| 2015 | Sorriso e Gabriela (1º casal); Mestre Didi e Nayara (2º casal)                                                       | [ 1 ] |
| 2016 | Sorriso e Gabriela                                                                                                   |       |
| 2017 | Yuri Neto e Nayara (1°Casal), Caio e Rafaela (2°Casal), João e Beatriz (Casal Mirim)                                 |       |
| 2018 | Yuri Neto e Nayara(1ºcasal), Adriano Amorim e Walkiria Amorim (2ºcasal), Pedro e Camile (Casal Mirim)                |       |
| 2019 | Leonardo e Kelly Azevedo(1ºcasal), Adriano e Walkiria Amorim (2ºcasal), Caio Rodrigues e Paulla Yasmin (3ºcasal)     |       |
| 2020 | Rafael Santos e Kelly Azevedo(1°Casal);Caio e Yasmin(2°Casal);Adriano e Walkiria(3°Casal)João e Beatriz(Casal Mirim) |       |
| 2021 | Rafael Santos e Kelly Azevedo (1° Casal) Adriano e Walkiria Amorim (2°Casal) João e Beatriz (Casal Mirim)            |       |
| 2022 | Bruno Mathias e Kelly Azevedo (1º Casal) João e Beatris ( Casal Mirim)                                               |       |
| 2023 | 1° Casal Pierre e Kelly Azevedo 2° Casal Júnior e Yasmim 3° Casal João e Bia Basilio                                 |       |
| 2024 | 1° Casal Lucas Rodrigues e Beatriz Dias                                                                              |       |
| 2025 | Lucas Rodrigues e Jessika (1º Casal), Guilherme e Camila (Casal Realeza), João e Bia Basilio (Casal Enredo)          |       |

## Carnavais
| 1986 | 2º. Lugar  | grupo 2  | Aquarius, um desejo do amanhã! | Gigi da Real      |       |
| 1987 | 7º. Lugar  | grupo 1  | Mares do Sul - a epopéia dos Deuses! | Gigi da Real      |       |
| 1988 | 10º. Lugar | grupo 1  | Até Pelé virou café! |                   |       |
| 1989 |            |          | não desfilou |                   |       |
| 1990 | 2º. Lugar  | grupo 2  | Taí pra você gostar de mim. |                   |       |
| 1991 | 9º. Lugar  | grupo 1  | No espelho das águas. (Compositores: Gibi Tenório e Nilson Rosa) | Nilson Rosa       |       |
| 1992 |            |          | não desfilou |                   |       |
| 1993 | 3º. Lugar  | grupo 2  | África, mitos e magias! | Gigi              |       |
| 1994 | Campeã     | grupo 2  | Sonho de criança (Autor: Alexandre Gonçalves de Souza) | André Luiz        |       |
| 1995 | 7º. Lugar  | grupo 1  | A magia das flores | Fábio Nunes       |       |
| 1996 | 8º. Lugar  | grupo 1  | Do Gramophone ao Cd, Disco é Cultura! |                   |       |
| 1997 | 2º. Lugar  | grupo 1  | Se essa rua fosse minha! |                   |       |
| 1998 | 8º. Lugar  | grupo 1  | Deus astral no carnaval! |                   |       |
| 2000 | 5º. Lugar  | Especial | Falei das flores e o tempo passou, o boi voou, o pirata se mandou, mas teve Holandês que ficou! (Compositores: Fernando Negrão e Edir) |                   |       |
| 2006 | 6º. Lugar  | Especial | Marte, Jorge da Capadócia e Ogum do Brasil! (Compositores: Ceno do Cavaco, Fernando Negrão, Gustavo Santos e Ricardo Peres) | Edgar Cliquet     |       |
| 2007 | 9º. Lugar  | Especial | Espelhos, janelas mágicas para a alegria! (Compositores: Ceno do Cavaco, Fernando Negrão, Gustavo Santos e Ricardo Peres) | Edgar Cliquet     |       |
| 2008 | 9º. Lugar  | Especial | Clareou, a luz chegou! (Compositores: Biro Cavaquinho, Bolinha, Cadinho, Dukinha da Ladeira, Gordo da Real, Joça do Morro, Vilson Orelha)                                                                                                   | Edgar Cliquet     |       |
| 2009 | 9º. Lugar  | Especial | E a Real passeia pelos caminhos do mar! (Compositores: Biro, Bolinha, Cadinho, Dukinha da Ladeira, Gordo da Real e Vilson Orelha) | Comissão          | [ 6 ] |
| 2010 | 10º. Lugar | Especial | Real Mocidade Santista, 25 anos nas garras da paixão! (Compositores: Cadinho, Dukinha da Ladeira, Fernandinho, Gordo da Real, Mestre Valdir e Vilson Orelha)                                                                                | Oriel Campos      | [ 7 ] |
| 2011 | 2º. Lugar  | Acesso   | Porque é carnaval? Tem gafieira na rual! (Compositores: Cadinho, Dukinha da Ladeira, Gordo e Vilson Orelha) | Comissão          | [ 8 ] |
| 2012 | 8º. Lugar  | Especial | Costurando a emoção... sou Real, sou gratidão! (Compositores: Branches e Gustavo Almeida) | Jô CarvalhoLeite  |       |
| 2013 | -          | Especial | Sou boneco folião no reino da animação! (Compositores: Osvaldo da Areia, Leandro Paçoca, Pablo do Cavaco, Mário Sérgio, Ruivo e Leandro Cipó)                                                                                               | Jô Carvalho Leite |       |
| 2014 | 9º. Lugar  | Especial | Na realeza do samba, o Rei mandou um castelo eu construir! (Compositores: Fernando Negrão, Gustavo Santos, Ricardo Peres, Adilson Mocidade, Leandro Cipó)                                                                                   | Jô Carvalho Leite | [ 9 ] |
| 2015 | 8º. Lugar  | Especial | Em toda ação há um coração real. Eduardo Furkini, um elo de amor que não se desfaz! Compositores: Dukinha da Ladeira, Juninho de Paula, Rica dos Anjos e Bolinha, Intérprete:Célia                                                          | Comissão          | [ 4 ] |
| 2016 | 9º. Lugar  | Especial | Na Real!! Sou Mocidade... Eu Sou Santista e Falo Tu. Meu Escritório é na Praia, Eu tô Sempre na Área! Compositores: Bolinha, Dukinha da Ladeira, Juninho de Paula, Rica dos Anjos, Favo Salgado, Reginaldo, Renatinho MC e Claudio Montanha | Leandro e Synnue  | [ 4 ] |
| 2017 | Campeã     | Acesso   | Pula Fogueira Real...Fazendo do meu arriá um lindo carnaval | Synnue            |       |
| 2018 | 7°. Lugar  | Especial | Da África, a realeza, símbolo de força, garra e nobreza | Synnue            |       |
| 2019 | 5. Lugar   | Especial | Real’mbanda: 110 Anos Trilhando o Caminho da Cura!, | Michael Smith     |       |
| 2020 | 6°. Lugar  | Especial | Ayo - o Senhor dos tambores | Michael Smith     |       |
| 2023 | 8° lugar   | Especial | Crônica Caiçara: Um Porto de Fé, Esperança e Progresso | Michael Smith     |       |
| 2024 | 7°. Lugar  | Especial | Oxente, Real Mocidade Santista - Elba sua história se faz história, Ai que saudade d'ocê! | Michael Smith     |       |
| 2025 | 6º Lugar   | Especial | Do Sertão à Eternidade, a saga do Rei do Baião, 35 anos de Saudade | Comissão          |       |
| 2026 |            | Especial | Santos 480 Anos – Mundaréu do Povo, Cultura em Revolução | Comissão          |       |

## Títulos
|  | Grupo   | Títulos | Vitórias |
|  | Grupo 2 | 1       | 1994     |
|  | Acesso  | 1       | 2017     |